# Héctor Otheguy
Héctor Eduardo Otheguy fue un físico argentino que se desempeñó como Gerente General y CEO de la empresa de alta tecnología INVAP, además de formar parte de su grupo fundador cuando ésta fue incubada dentro de la Comisión Nacional de Energía Atómica (CNEA) de Argentina.

## Biografía

### Formación y primeros años
Héctor Eduardo Otheguy nació en la ciudad de Buenos Aires el 20 de abril de 1947 en una familia de ascendencia vasca por vía paterna. De chico se interesó por las matemáticas, ganando una competencia de matemática en segundo grado de la escuela primaria. Estudió en el colegio técnico Otto Krause y se graduó de físico en el Instituto Balseiro en la promoción N°13, en 1970. Luego de obtener la Maestría en Ciencias en la Universidad de Ohio en 1972, regresó a la Argentina para trabajar dentro de la Comisión Nacional de Energía Atómica de Argentina (CNEA).
Convocado por el físico ítalo-argentino Conrado Varotto, conformó el grupo fundador de INVAP Sociedad del Estado, empresa creada a partir de un convenio firmado entre la CNEA y el gobierno de la provincia argentina de Río Negro.
En 1985, completó un Master in Science Management, dentro del programa Sloan Fellows de la Universidad de Stanford, Estados Unidos. Tuvo actuación docente en universidades en los Estados Unidos, realizó exposiciones sobre actividades y políticas tecnológicas en distintos foros locales e internacionales, y tuvo participación en programas de radio y televisión.

### Rol en INVAP
Héctor Otheguy había comenzado a trabajar en el grupo de Física Aplicada, luego llamado Programa de Investigación Aplicada, de la CNEA en 1972 en la ciudad de San Carlos de Bariloche, bajo la dirección del Dr. Conrado Franco Varotto. En 1976, tras distintos desarrollos vinculados con la industria nuclear, nacía formalmente la empresa argentina INVAP S.E. (Investigación Aplicada Sociedad del Estado), con Héctor como uno de los protagonistas de su creación, trabajando en el área de la metalurgia extractiva.
A lo largo de su carrera en la empresa, Otheguy se desempeñó como subgerente y gerente técnico, hasta ocupar el puesto de Gerente General y CEO en 1991, luego de que Varotto dejara la empresa. Bajo su gestión, la empresa se consolidó como líder en el mercado internacional de reactores nucleares de investigación, se lanzó exitosamente en el área espacial con el diseño y la fabricación de satélites para la observación de la Tierra y de telecomunicaciones, y desarrolló radares para aplicaciones civiles y militares.
Durante el período de su dirección, la empresa también fue reconocida a nivel nacional con el premio Konex de Platino en dos oportunidades (2008 y 2018), y obtuvo el máximo galardón, el Konex de Brillante en 2018, que distinguió a las personalidades e instituciones más destacadas de la última década en la Argentina. Otheguy fue gerente general de la empresa hasta el año 2017, cuando pasó a ser Presidente del Directorio.
Desde su creación en 2014, Otheguy también fue presidente de la Fundación INVAP, institución que tiene como misión ser catalizadora de transformaciones innovadoras, necesarias para un futuro sustentable, vinculando estratégicamente a actores públicos y privados.

### Fallecimiento
El 30 de marzo de 2020, Héctor Otheguy falleció a la edad de 73 años en una clínica de la ciudad de Buenos Aires.

## Reconocimientos
Héctor Otheguy fue elegido por la revista semanal argentina Noticias para ser reconocido como uno de los “10 argentinos del año” en 2018, por “su labor al frente de INVAP, modelo de exportación tecnológica”.
Cuatro meses después de su fallecimiento, la provincia de Río Negro declaró a Otheguy Ciudadano Ilustre con la sanción de una ley provincial aprobada por unanimidad, y en virtud de sus servicios prestados a la provincia y a la Argentina en los campos de la ciencia y la técnica.
En 2022, cumpliéndose dos años de su fallecimiento, se inauguró el Parque Tecnológico Bariloche, cuya calle principal fue bautizada como “Lic. Héctor E. Otheguy” en honor a su figura.